# René Schubert
René Schubert (* 25. September 1910 in Toulon; † 16. Mai 1976 in Nürnberg) war ein deutscher Internist.

## Leben
Die Julius-Maximilians-Universität Würzburg promovierte ihn 1936 zum Dr. med. Schubert gilt als einer der Begründer der Gerontologie in der Bundesrepublik Deutschland und war erster Präsident (1966–1977) der Deutschen Gesellschaft für Gerontologie. Ab 1970 bekleidete er an der Friedrich-Alexander-Universität Erlangen den ersten Lehrstuhl für Geriatrie (Altersmedizin) in Deutschland. Er begleitete Heinrich Lübke auf allen größeren Staatsbesuchen.  Nach Schubert ist der gleichnamige Preis der Deutschen Gesellschaft für Alternsforschung benannt. Schubert war seit 1930 Mitglied des Corps Bavaria Würzburg. Das Corps Franconia Tübingen verlieh ihm 1961 das Band.